# زورغينا
بلدية زورغينا (بالإسبانية: Zurgena)‏, هي بلدية تقع في مقاطعة المرية. جنوب شرق إسبانيا. يبلغ عدد سكانها 2.288 نسمة.

## وصلات خارجية
- (بالإسبانية)